# Arabelia xizang
Espèce
Arabelia xizang est une espèce d'araignées aranéomorphes de la famille des Liocranidae.

## Distribution
Cette espèce est endémique du Tibet en Chine,. Elle se rencontre dans le xian de Markam.

## Description
Le mâle holotype mesure 3,76 mm et la femelle paratype 3,95 mm.

## Systématique et taxinomie
Cette espèce a été décrite par Bosselaers en Mu & Zhang, 2022.

## Publication originale
- Mu & Zhang, 2022 : « First record of the genus Arabelia Bosselaers, 2009 from China, with description of one new species (Araneae, Liocranidae). » Biodiversity Data Journal, vol. 10, no e85436, p. 1-7.